# Соціалістичний фемінізм

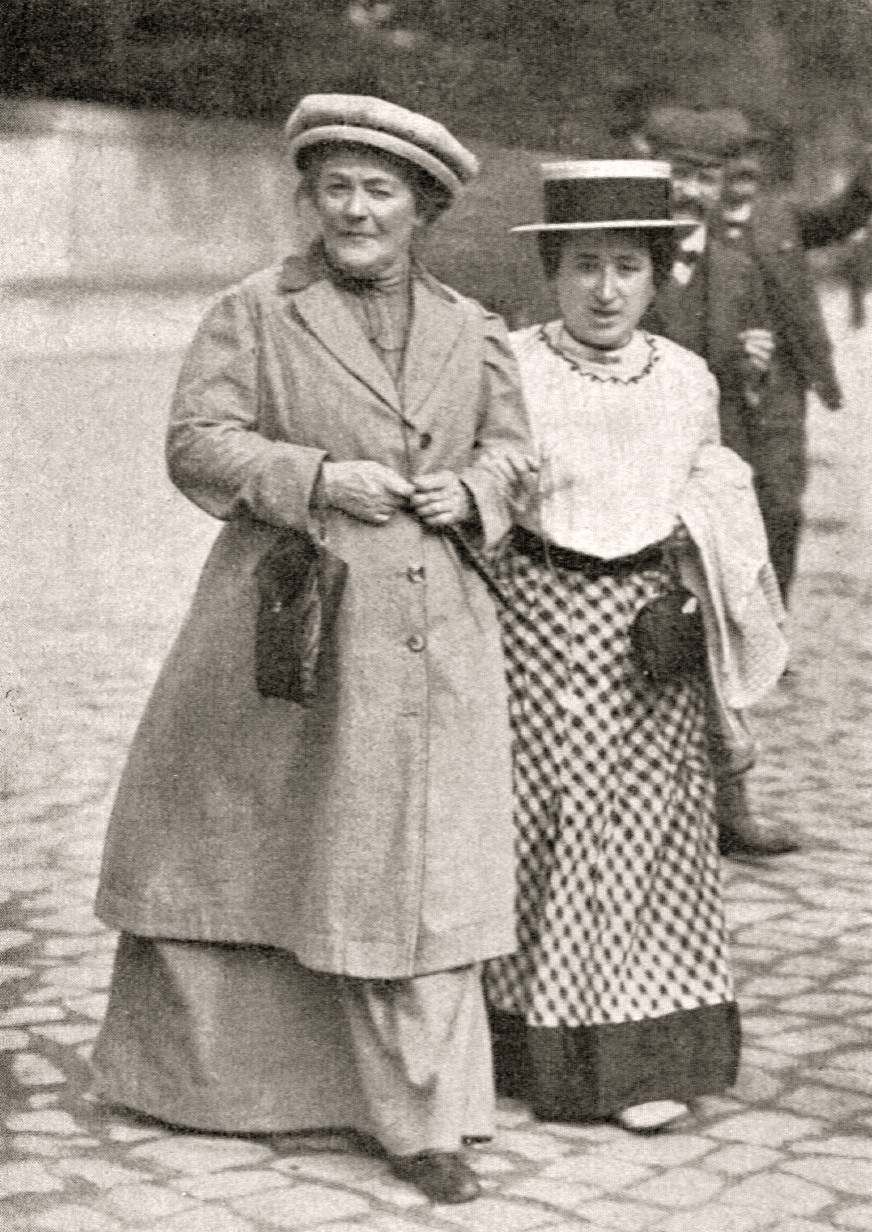
Соціалістичні феміністки Клара Цеткін та Роза Люксембург у 1910 році

Соціалістичний фемінізм — течія фемінізму, спрямована як на публічні, так і приватні сторони життя жінок, котра стверджує, що гендерна нерівність може бути подолана тільки шляхом вжиття заходів проти культурних та економічних джерел утиску жінок.

## Ідеї
Соціалістичний фемінізм об'єднує концепт патріархатного утиску жінок з марксистськими ідеями щодо експлуатації, пригнічення і праці. Проституція, хатня робота, догляд за дітьми й шлюб розглядаються соціалістичними феміністками як способи експлуатації жінок патріархальною системою.
Соціалістичний фемінізм зосереджує свою увагу на широких змінах, що зачіпають суспільство в цілому. Прихильниці соціалістичного фемінізму бачать необхідність спільної роботи не тільки з чоловіками, але і з усіма іншими групами, яких, як і жінок, експлуатують в рамках капіталістичної системи.
Соціалістичні феміністки частково відкидають основні положення радикального фемінізму, згідно з котрим патріархат є єдиним або основним джерелом утиску жінок.

## Різновиди
Деякі соціалістичні феміністки вважають наївною точку зору, згідно з якою утиск за статтю є підлеглим стосовно класового утиску, тому значна частина зусиль соціалістичного фемінізму спрямована на відділення гендерних феноменів від класових.

## Персоналії
- Йоганна Бреннер[en]
- Барбара Еренрайх
- Донна Гаравей
- Гайді Гартманн
- Шарлотта Перкінс Гілмен
- Емма Гольдман
- Сельма Джеймс[en]
- Сильвія Волбі[en]
- Неллі Вонг[en]
- Шейла Роуботам[en]
- Сильвія Федерічі
- Леопольдина Фортунаті[en]
- Клара Фрейзер[en]